# Stadion w Tobruku
Stadion w Tobruku – stadion piłkarski w Tobruku w Libii. Swoje mecze rozgrywa na nim drużyna Al Soukour. Pojemność stadionu wynosi 2 000 widzów.